# Edelbach (Kleinkahl)
Edelbach ist ein Gemeindeteil der Gemeinde Kleinkahl im unterfränkischen Landkreis Aschaffenburg in Bayern.

## Geographie
Das Dorf Edelbach liegt auf 270 m ü. NHN im oberen Kahlgrund an der Kreisstraße AB 20 zwischen Kleinkahl und Heinrichsthal. Der topographisch höchste Punkt der Dorfgemarkung befindet sich an einem Hang am Ölberg, östlich des Ortes mit 388 m ü. NN, der niedrigste liegt an der Kahl auf 235 m ü. NHN. Durch Edelbach führt der Fränkische Marienweg.

### Nachbargemarkungen
Folgende Gemarkungen grenzen an das Ortsgebiet von Edelbach:
| Großkahl  |                                             | Wiesener Forst (gemeindefreies Gebiet)        |
|           | Kompassrose, die auf Nachbargemeinden zeigt |                                               |
| Kleinkahl |                                             | Schöllkrippener Forst (gemeindefreies Gebiet) |

## Name
Seinen Namen hat das Dorf vom Edelbach, der durch den Ort fließt und in die Kahl mündet. Im Volksmund wird die Ortschaft „Ölbich“ oder auch „Ölmich“ genannt.

## Geschichte
Edelbach wurde im 13. Jahrhundert im Eppsteinschen Lehensverzeichnis erstmals urkundlich erwähnt.
Bis zum Ende des Alten Reiches lag Edelbach auf dem Verwaltungsgebiet des Vogteiamts Kaltenberg im Oberstift des Erzstiftes Mainz, das 1803 zugunsten des Fürstentums Aschaffenburg säkularisiert wurde. Ab 1810 lag Edelbach in der Districtsmairie Kaltenberg des Departements Aschaffenburg des Großherzogtums Frankfurt. 1812 hatte die Mairie Edelbach 51 Feuerstellen und 270 Einwohner. Maire war Heinrich Weber. Seine Adjunkte waren die Munizipalen Albert und Gesner.
Die Gemeinde Edelbach gehörte zum Bezirksamt Alzenau, das am 1. Juli 1862 gebildet wurde. Dieses wurde am 1. Januar 1939 zum Landkreis Alzenau in Unterfranken. Mit dessen Auflösung kam Edelbach am 1. Juli 1972 in den neu gebildeten Landkreis Aschaffenburg.
Am 1. Januar 1976 wurde die bis dahin selbstständige Gemeinde nach Kleinkahl eingemeindet.